# بنفشه کینوش
بنفشه کینوش شهروند ایرانی تبار ساکن سانفرانسیسکو آمریکا است که در سال‌های گذشته مسئولیت ترجمه سخنرانی‌ها و مصاحبه‌های روسای جمهوری ایران در سفر به نیویورک را بر عهده داشته‌است. او مترجم هاشمی رفسنجانی، محمد خاتمی، محمود احمدی‌نژاد و حسن روحانی بوده‌است. وی مترجم رفسنجانی در سال‌های ۱۹۹۷–۱۹۸۹ بود. کینوش مترجم محمود احمدی‌نژاد در هشت سال (در زمان ریاست‌جمهوری) که به نیویورک برای شرکت در مراسم سازمان ملل متحد می‌رفت، بود.

## زندگی شخصی
بنفشه کینوش متولد ۱۳۴۷ است که از سال ۱۹۹۵ برای تحصیل در کارشناسی ارشد دیپلماسی به آمریکا مهاجرت کرد.

## اولین تجربه کاری
کینوش در این مصاحبه با شبکه NBC آمریکا گفت که برای نخستین بار در سال ۱۹۹۲ و هنگامی که در دانشگاه آزاد دانشجو بوده، در سفر هاشمی رفسنجانی رئیس‌جمهور وقت ایران به افغانستان در هیئت همراه رئیس‌جمهور ترجمه فارسی به انگلیسی و بالعکس را تجربه کرده‌است.
وی همچنین در این مصاحبه با این شبکه آمریکایی خاطرات و تجربیات خود را از ترجمه سخنرانی‌ها و مصاحبه‌ها و ملاقات‌های روسای جمهور ایران در سفر به نیویورک از سال ۱۹۹۸ بدین سو تشریح کرده‌است.

## مهم‌ترین ترجمه‌ها
خانم کینوش در سفر روحانی رئیس‌جمهور ایران به نیویورک نیز تمامی سخنرانی‌ها و مصاحبه‌هایش را ترجمه کرد و تنها به گفته خودش مجالی برای ایفای نقش مترجمی به هنگام گفت و گوی تلفنی اوباما با روحانی در واپسین دقایق حضور روحانی در نیویورک را نیافت.
کینوش در ماجرای معروف سخنرانی احمدی‌نژاد در دانشگاه کلمبیا نیویورک نیز مترجم سخنرانی احمدی‌نژاد بوده‌است.